# Stagonopleura
Stagonopleura  es un género de aves paseriformes perteneciente a la familia Estrildidae. Sus miembros son nativos de Australia.

## Especies
El género contiene tres especies:
- Stagonopleura bella – diamante hermoso;
- Stagonopleura oculata – diamante orejirrojo;
- Stagonopleura guttata – diamante moteado.